# Модель концентрических зон города
| Пригородная зона Жилая зона | Зона рабочего класса Зона перехода | Фабричная зона Деловой центр |

Модель концентрических зон города (модель Бёрджесса) — модель, объясняющая структуру социальных групп в городе,
создана социологом Эрнестом Бёрджессом в 1925 году с выходом его книги «Рост города: введение в исследовательский проект». Основываясь на экологии человека, Бёрджесс дал объяснение распределению социальных групп в городских районах. Распределение представляет собой концентрические кольца, изображающие использование городских земель: Центральный деловой район (ЦДР) располагается в середине модели, за ним следуют кольца с различным землепользованием.

## Концентрические зоны
Модель концентрических зон города основана на модели регионального землепользования (модель Тюнена), разработанной в 1826 году, и она контрастирует с секторной моделью Хомера Хойта и моделью с несколькими ядрами.
Концентрические зоны города располагаются в следующем порядке:
I зона — центральный деловой район;
II зона — переходный район, где размещаются конторы и лёгкая промышленность;
III зона — рабочий район, место проживания рабочего класса, который вытеснен из переходной зоны, но поселился вблизи места работы;
IV зона — район резиденций, особняков для одной семьи;
V зона — пригородный район (города-спутники), находится в получасовом-часовом доступе от центра города.
Рост городов прежде всего стимулирует миграция или мобильность (семей, индивидов, институтов), причём пространственная мобильность иногда является показателем и ускорителем социальной мобильности. Миграция внутри города, мобильность и подвижность пространственных и социальных границ городской структуры, или динамика городских процессов, лежит в основе идеи концентрических зон. Причём городская динамика, идущая в направлении от центра к периферии, имеет циклический характер, когда восстановление города начинается с центра и постепенно надвигается на окраины, а те расширяются в новом диапазоне.
Модель является более подробной, чем традиционная вниз-середина-вверх, которая выделяет нижнюю часть города, которая находится в центральном деловом районе, и верхнюю часть города — престижное внешнее кольцо, — и средний город между ними.
Модель концентрических зон города дополняется моделью Алонсо, которая утверждает, что концентрические круги основаны на стоимости, которую люди будут платить за землю. Это значение основывается на прибыли, которую можно получить от ведения бизнеса на этой земле. Центр города будет иметь наибольшее число клиентов, поэтому это выгодно для розничной деятельности. Производственные объекты будут платить меньше, поскольку они заинтересованы только в своей доступности для работников и товаров. Зона жилого землепользования будет использовать земли, окружающие центральную и производственную части города.